# We Run the Night
«We Run The Night» —en español: «Dominamos la noche»— es una canción de la DJ y cantante australiana Havana Brown. La canción fue compuesta y producida por Snob Scrilla y Cassie Davis, ambos parte del dúo More Mega. "We Run the Night" fue lanzada a través de descarga digital el 29 de abril de 2011 por Island Records. La canción recibió críticas mixtas de los críticos de música especializada. Llegó a la 5 ª posición en Australia y fue certificado triple platino en ese país.
La versión norteamericana de la canción fue asistida por RedOne en la producción musical y el rapero cubano-estadounidense Pitbull. Esta versión fue lanzada en Canadá y Estados Unidos el 14 de noviembre de 2011.

## Listas de canciones
- CD EP – Edición limitada[2]

1. "We Run the Night" – 3:36
2. "We Run the Night" (Angger Dimas Remix) – 5:50
3. "We Run the Night" (Redial Remix) – 4:48
4. "We Run the Night" (Dr Chong Remix) – 4:47
5. "We Run the Night" (Matt GC Remix) – 3:57
6. "We Run the Night" (J-Trick Remix) – 3:19

- CD Promo – Edición limitada[3]

1. "We Run The Night" (feat. Pitbull) – 3:48
2. "We Run The Night" (Mark Picchiotti Remix) – 6:35
3. "We Run The Night" (Alex Lamb + Bill Carling Remix) – 6:35
4. "We Run The Night" (Congorock Remix) – 5:38
5. "We Run The Night" (DJ Vice Remix) – 5:57
6. "We Run The Night" (Static Revenger Remix) – 3:43
7. "We Run The Night" (Proper Villains Remix) – 4:07

## Posicionamiento en listas y certificaciones
| Lista (2011–12)                       | Mejor posición |
| ------------------------------------- | -------------- |
| Australia (ARIA)                      | 5              |
| Australia (ARIA Dance Charts)         | 1              |
| Bélgica (Valonia) (Ultratop 50)       | 45             |
| Canadá (Canadian Hot 100)             | 48             |
| República Checa (Rádio Top 100)       | 66             |
| Eslovaquia (Rádio Top 100 Oficiálna)  | 16             |
| Estados Unidos (Billboard Hot 100)    | 26             |
| Estados Unidos (Hot Dance Club Songs) | 1              |
| Estados Unidos (Pop Songs)            | 15             |
| Estados Unidos (Latin Pop Songs)      | 29             |
| Francia (SNEP)                        | 37             |
| México (Mexican Airplay Chart)        | 44             |
| Noruega (VG-lista)                    | 17             |
| Nueva Zelanda (Recorded Music NZ)     | 5              |
| Rumania (Romanian Top 100)            | 50             |

| País           | Organismo certificador | Certificación    | Ventas    |
| -------------- | ---------------------- | ---------------- | --------- |
| Australia      | ARIA                   | Disco de Platino | 210 000   |
| Estados Unidos | RIAA                   | Disco de Platino | 1 000 000 |
| Nueva Zelanda  | RIANZ                  | Disco de Platino | 30 000    |

## Sucesión en listas
| Anterior: «Stronger (What Doesn't Kill You)» de Kelly Clarkson | Hot Dance Club Play — Sencillo Nro 1 10 de marzo de 2012 — 16 de marzo de 2012 | Siguiente: «F U Betta» de Neon Hitch |